# Jack Richardson (Ingenieur)
John Francis „Jack“ Richardson OBE (* 29. Juli 1920 in London; † 4. Januar 2011) war ein britischer Chemieingenieur, dessen Forschungsschwerpunkt im Bereich der Rheologie lag und der für das Buch Coulson & Richardson’s Chemical Engineering bekannt war.

## Leben
Jack Richardson wurde am 29. Juli 1920 in Palmers Green in London geboren und machte 1941 den Bachelor of Science in Chemieingenieurwesen am Imperial College London. 1949 machte er dort seinen Ph.D. Anschließend war Richardson als Hochschullehrer an der Universität tätig.
1946 war er zusammen mit Joan White, mit der er von 1955 bis zu seinem Tod im Jahr 2011 verheiratet war, eines der Gründungsmitglieder der Society for International Folk Dancing. Trotz des Verlustes eines Beins im Jahr 1979 blieb Richardson als Tänzer aktiv.
1960 wurde er zum Leiter der Abteilung für Chemieingenieurwesen der Swansea University ernannt und behielt dieses Amt bis zu seinem Rückzug im Jahr 1987. 1969 wurde er mit der Arnold Greene Medal der Institution of Chemical Engineers geehrt, von 1975 bis 1976 war er Präsident der Institution. Jack Richardson war Fellow der Royal Academy of Engineering und wurde 1981 mit dem Order of the British Empire geehrt.
2006 erschien eine vollständige Liste der Publikationen von Richardson in Chemical Engineering Research and Design. Seine erste Publikation befasste sich mit den Brandgefahren von flüssigem Methan, weitere Publikationen über Brandgefahren folgten bis 1952, als er sich der Rheologie zuwandte, die zu seinem Schwerpunkt wurde. Für seine Forschungen wurde er in zwei Ausgaben von Chemical Engineering Research and Design geehrt.
Zusammen mit John Coulson schrieb Richardson ein Lehrbuch für das Chemieingenieurwesen, das erstmals 1954 erschien und sich zu einer sechsstelligen Reihe entwickelte, die als Coulson & Richardson’s Chemical Engineering bekannt wurde. Coulson und Richardson waren dabei maßgeblich für den Inhalt der ersten beiden Bände verantwortlich, bei den weiteren Bänden waren sie Herausgeber. Richardson setzte seine Arbeit an der Reihe auch nach Coulsons Tod 1990 fort.
Richardson starb am 4. Januar 2011.

## Publikationen
- J.M. Coulson und J.F. Richardson: Coulson and Richardson’s Chemical Engineering, Volume 1, 6. Auflage, 1999 Butterworth-Heinemann.
- J.F. Richardson, J.R. Backhurst und J.H. Harker: Coulson and Richardson’s Chemical Engineering. Solutions to the Problems in Volume 1, 2001 Butterworth-Heinemann.
- J.M. Coulson und J.F. Richardson: Coulson and Richardson’s Chemical Engineering, Volume 2, 5. Auflage, 2002 Butterworth-Heinemann.